# Nuoto ai campionati mondiali di nuoto 2024 - 400 metri stile libero femminili
La gara di nuoto dei 400 metri stile libero femminile dei campionati mondiali di nuoto 2024 è stata disputata l'11 febbraio 2024 presso l'Aspire Dome di Doha. Vi hanno preso parte 34 atlete provenienti da 31 nazioni.
La competizione è stata vinta dalla nuotatrice neozelandese Erika Fairweather, mentre l'argento e il bronzo sono andati rispettivamente alla cinese Li Bingjie e alla tedesca Isabel Gose

## Podio
| Posizione | Atleta            | Nazionalità   |
| --------- | ----------------- | ------------- |
| Oro       | Erika Fairweather | Nuova Zelanda |
| Argento   | Li Bingjie        | Cina          |
| Bronzo    | Isabel Gose       | Germania      |

## Programma
| Data             | Ora (UTC+3) | Turno    |
| ---------------- | ----------- | -------- |
| 11 febbraio 2024 | 10:46       | Batterie |
| 11 febbraio 2024 | 19:32       | Finale   |

## Record
Prima della competizione il record del mondo e il record dei campionati erano i seguenti:
| Record mondiale       | 3'55"38 | Ariarne Titmus Australia | 23 luglio 2023 Fukuoka, Giappone |
| Record dei campionati | 3'55"38 | Ariarne Titmus Australia | 23 luglio 2023 Fukuoka, Giappone |

## Risultati

### Batterie
| Pos. | Batteria | Corsia | Atleta                  | Nazionalità        | Tempo   | Note |
| ---- | -------- | ------ | ----------------------- | ------------------ | ------- | ---- |
| 1    | 4        | 5      | Li Bingjie              | Cina               | 4'04"80 | Q    |
| 2    | 4        | 4      | Erika Fairweather       | Nuova Zelanda      | 4'04"39 | Q    |
| 3    | 3        | 4      | Isabel Marie Gose       | Germania           | 4'05"72 | Q    |
| 4    | 4        | 2      | Maria Fernanda Costa    | Brasile            | 4'05"02 | Q,   |
| 5    | 4        | 3      | Eve Thomas              | Nuova Zelanda      | 4'06"07 | Q    |
| 6    | 4        | 6      | Gabrielle Roncatto      | Brasile            | 4'06"49 | Q    |
| 7    | 3        | 3      | Yang Peiqi              | Cina               | 4'06"25 | Q    |
| 8    | 4        | 8      | Agostina Hein           | Argentina          | 4'08"98 | Q    |
| 9    | 4        | 7      | Nikolett Pádár          | Ungheria           | 4'09"08 |      |
| 10   | 4        | 0      | Ichika Kajimoto         | Giappone           | 4'09"48 |      |
| 11   | 3        | 1      | Addison Sauickie        | Stati Uniti        | 4'09"99 |      |
| 12   | 3        | 5      | Kiah Melverton          | Australia          | 4'10"67 |      |
| 13   | 3        | 6      | Valentine Dumont        | Belgio             | 4'10"02 |      |
| 14   | 4        | 9      | Duné Coetzee            | Sudafrica          | 4'12"43 |      |
| 15   | 3        | 7      | Anastasija Kirpičnikova | Francia            | 4'13"09 |      |
| 16   | 3        | 8      | Imani de Jong           | Paesi Bassi        | 4'14"23 |      |
| 17   | 2        | 4      | Daria Golovaty          | Israele            | 4'14"64 |      |
| 18   | 3        | 0      | Merve Tuncel            | Turchia            | 4'14"08 |      |
| 19   | 2        | 5      | Gan Ching Hwee          | Singapore          | 4'14"29 |      |
| 20   | 4        | 1      | Francisca Soares        | Portogallo         | 4'15"33 |      |
| 21   | 3        | 2      | Ella Jansen             | Canada             | 4'17"03 |      |
| 22   | 2        | 2      | Maria Yegres            | Venezuela          | 4'17"77 |      |
| 23   | 2        | 3      | Diana Taszhanova        | Kazakistan         | 4'18"83 |      |
| 24   | 3        | 9      | Han Da-kyung            | Corea del Sud      | 4'18"10 |      |
| 25   | 2        | 6      | Elisbet Gámez           | Cuba               | 4'19"13 |      |
| 26   | 2        | 1      | Lisa Pou                | Monaco             | 4'22"34 |      |
| 27   | 2        | 8      | Eva Petrovska           | Macedonia del Nord | 4'25"33 |      |
| 28   | 2        | 0      | Harper Barrowman        | Isole Cayman       | 4'27"63 |      |
| 29   | 2        | 7      | Ma Gilaine              | Hong Kong          | 4'27"79 |      |
| 30   | 1        | 5      | Malak Meqdar            | Marocco            | 4'36"97 |      |
| 31   | 2        | 9      | Kaltra Meca             | Albania            | 4'40"05 |      |
| 32   | 1        | 4      | Duana Lama              | Nepal              | 4'45"04 |      |
| 33   | 1        | 6      | Mashael Alayed          | Arabia Saudita     | 4'56"39 |      |
| -    | 1        | 3      | Karin Belbeisi          | Giordania          | dns     | dns  |

### Finale
| Pos.    | Corsia | Atleta               | Nazionalità   | Tempo   | Note |
| ------- | ------ | -------------------- | ------------- | ------- | ---- |
| Oro     | 5      | Erika Fairweather    | Nuova Zelanda | 3'59"44 |      |
| Argento | 4      | Li Bingjie           | Cina          | 4'01"62 |      |
| Bronzo  | 3      | Isabel Gose          | Germania      | 4'02"39 |      |
| 4       | 6      | Maria Fernanda Costa | Brasile       | 4'02"86 |      |
| 5       | 7      | Gabrielle Roncatto   | Brasile       | 4'04"18 |      |
| 6       | 1      | Yang Peiqi           | Cina          | 4'05"73 |      |
| 7       | 2      | Eve Thomas           | Nuova Zelanda | 4'05"87 |      |
| 8       | 8      | Agostina Hein        | Argentina     | 4'10"33 |      |